# Antonio José Uribe
Antonio José Uribe Gaviria (Medellín, 6 de marzo de 1869-Bogotá, 8 de marzo de 1942) fue un jurista, diplomático y político colombiano, miembro del Partido Conservador.
Es considerado como uno de los juristas latinoamericanos más importantes de finales del siglo xix y principios del s. xx.

## Biografía
Completó sus estudios en Bogotá, ante la falta de profesores en Medellín y se graduó con una tesis titulada Estudio sobre las servidumbres según los Códigos Civil y de Minas de Colombia y la legislación general comparada.
Fue empleado de la Secretaría de Hacienda de Antioquia, bajo las órdenes de su profesor Fernando Vélez (considerado el autor del tratado de derecho civil más importante que se ha escrito en Colombia), con quien publica su primer libro, el Código de minas colombiano comentado. 
En 1899 publica con el francés Edmond Champeau el primer tomo (de cinco proyectados) del Tratado de Derecho Civil colombiano, publicado en 1899 en París por la editorial Larousse. 
En ese cargo, reorganizó con el ministro (secretario) Carlos Martínez Silva todo el ministerio, comenzando por los archivos en los que se encontraban los antecedentes del canal interoceánico. Allí primero se dedica a divulgar todo el trabajo adelantado por Colombia para la construcción del canal, mediante la revista Anales Diplomáticos y Consulares de Colombia, y luego se dedica a interesar a Estados Unidos en reemplazar a la Compañía Universal del Canal Interoceánico de Panamá, constituida por Ferdinand Lesseps, que había demostrado su ineficiencia.
Tras el viaje a Estados Unidos del ministro Martínez Silva, Uribe es nombrado ministro en propiedad en el gobierno de José Manuel Marroquín, y luego, en 1902, de Instrucción Pública, cartera que ocupó hasta 1904. Se dedica a escribir los editoriales del periódico La Opinión, que se recogen en 1903, bajo el título La reforma administrativa. El tratado Herrera-Hay para la construcción del canal finalmente se firma, y el Congreso de Colombia lo desaprueba, razón que desencadena la separación de Panamá de Colombia y que motiva a Uribe a escribir el Libro Azul sobre Panamá, para ilustrar a la opinión internacional sobre la agresión de la que Colombia había sido objeto por parte del gobierno de Roosevelt.
Siendo ministro de Instrucción, impulsa la Ley Orgánica de Instrucción Pública (ley 39 de 1903) que ordena cuatro niveles de educación: primaria, secundaria, industrial y profesional. En 1904 no sólo contrae nupcias con Clementina Portocarrero Carrizosa, sino que además es nombrado el 6 de junio como enviado extraordinario y Ministro Plenipotenciario de Colombia en Chile, Argentina y Brasil; con el ascenso al poder de Rafael Reyes, Uribe regresa al país y se dedica a ejercer como abogado y como profesor de Derecho. 
El 30 de mayo de 1909 resulta elegido por primera vez para el Senado de la República a nombre de la Unión Republicana, una coalición de centro entre los partidos políticos tradicionales. En 1913 (1911 según otras fuentes) es elegido representante a la Cámara, órgano que preside. Se crea ese año, por su iniciativa, la Jurisdicción de lo contencioso-administrativo y se expide el Código de Régimen Político y Municipal. Repite como senador en 1915 e integra la Comisión Asesora de Relaciones Exteriores (hasta 1921) y aprueba el tratado Urrutia-Thomson, que puso fin a las disputas entre Colombia y Estados Unidos. Intervino en numerosos tratados de fronteras colombianos y en el ingreso de Colombia en la Liga de las Naciones.
En 1922, fue nombrado nuevamente Ministro de Relaciones Exteriores, pero el mismo año se retira y retoma su curul como senador. En 1924 es nombrado embajador ante el Perú y en 1925 vuelve a ser elegido como representante a la Cámara. En 1927 vuelve al Senado. 
Falleció en Bogotá en 1942.

## Familia
Antonio José Uribe Gaviria era hijo de José María Uribe Naranjo y de Isabel Gaviria Correa, siendo su único hermano José María Uribe Gaviria.

### Matrimonio y descendencia
Uribe contrajo nupcias con Clementina Portocarrero Carrizosa, dama de la aristocracia con un complejo árbol genealógicoː su padre Carlos Portocarrero y Caicedo era nieto de José María Portocarrero (quien era a su vez nieto del Marqués de San Jorge, Jorge Miguel Lozano y de la marquesa María González Manrique, sobrino de Jorge Tadeo Lozano, bisnieto de Antonio González Manrique y sobrino bisnieto de Francisco González Manrique) y sobrino nieto de Valentín Froes, ambos héroes de la Independencia de Colombia. 
Así mismo era sobrino de Domingo Caycedo y nieto de Luis Caycedo y Flórez. De esta línea familiar Andrés Pastrana está emparentado con su esposa, ya que su abuela materna, Maruja Vega (esposa de Carlos Arango y junto con el cual es madre de María Cristina Arango Vega) es nieta de Clementina Portocarrero Caicedo, sobrina de Domingo Caycedo y por tanto es tía de Clementina Portocarrero Carrizosa y hermana de Carlos Portocarrero y Caicedo  .
Con Clementina, Antonio tuvo a sus hijos María Isabel, Margarita, Antonio José y Clara Uribe Portocarrero (no confundir con otra rama de la familia homónima, de quien desciende Jaime Michelsen Uribe).

## Obras
Se sabe que Uribe escribió un proyecto de Código de Derecho Internacional'., que no fue nunca aprobado como ley. De sus obras publicadas, que incluyen capítulos, introducciones y presentaciones, son especialmente importantes las siguientes: 
- Estudio sobre las servidumbres, según el Código Civil y de Minas de Colombia y legislación general comparada.
- Código de minas colombiano comentado (con Fernando Vélez), 1894.
- Tratado de Derecho civil colombiano (con Edmond Champeau), 1899. Sólo se publicó el tomo I, de cinco proyectados.
- Introducción a la jurisprudencia colombiana, 1900 (Bogotá, Imprenta Nacional).
- La reforma administrativa, de 1903.
- Tratado de Derecho Penal (con Carlos E. Restrepo).
- Derecho Mercantil colombiano (Berlín, 1908).